# Niini no koto wo wasurenaide
Niini no Koto wo Wasurenside ((にぃにのことを忘れないで Don't Forget About Niini) è un film per la televisione in formato tanpatsu (dorama a episodio unico) trasmesso nel 2009 da Nippon Television: vede Ryō Nishikido interpretare il ruolo del personaggio protagonista. Basato su un libro di Masumi Kawakami che narra la vicenda vera del figlio. 
Keisuke è un ragazzo nel fiore degli anni, il cui sogno fin dall'infanzia è stato quello di riuscire a diventare uno scienziato, un fisico di fama. Ad appena 15 anni gli viene diagnosticato un tumore al cervello.
Ha solo un anno di vita, da un momento all'altro tutto il mondo sembra crollargli addosso ed entra nella depressione più nera, rinunziando inizialmente addirittura ad ogni cura. Aiutato e sostenuto nei momenti più difficili dalla sua intera famiglia, trova la forza ed il coraggio di lottare per otto interi anni contro il suo male, fino a quando dovrà cedere all'età di 23 anni.